# Lizzie May
Le Lizzie May est un cotre à corne, coque, pont et mât en bois. C'est une réplique de cotre-pilote des îles Scilly.
Son port d'attache actuel est Falmouth au Royaume-Uni. 

## Histoire
Il a été construit dès 1998 au chantier Work Sail à Gweek en Cornouailles. C'est une réplique de cotre-pilote des îles Scilly du XIXe siècle.
Il fait partie d'une série de voiliers comparables, non identiques et de tailles différentes. Le premier, et plus petit de la série, est Eve of St Mawes (1997). Ont suivi Lizzie May, Agnes of Scilly, Hesper, Ezra,  Tallulah (2008), Amelie Rose (2009) et Freya (2012).
C'est un voilier de croisière privé.
Il participe à de nombreuses Tall Ships' Races. Il a participé à différentes éditions des Fêtes maritimes de Brest : Brest 2004, Brest 2008 et aux Les Tonnerres de Brest 2012.